# Arne Larsen
Arne Kjell Larsen (* 23. Dezember 1937 in Asker) ist ein ehemaliger norwegischer Skisportler, der im Skispringen und in der Nordischen Kombination international startete.

## Werdegang
Nachdem Larsen bereits bei den Junioren-Wettbewerben des Holmenkollen-Skifestivals 1953 und 1956 in Oslo zweimal das Podest erreichte, sammelte er erste internationale Erfahrungen auf Seniorenebene als Spezialspringer bei der Vierschanzentournee 1956/57. Beim Auftaktspringen auf der Schattenbergschanze in Oberstdorf erreichte er Rang 38. Nur einen Tag später landete er in Innsbruck auf der Bergiselschanze auf dem 30. Platz. Bei seinem letzten Springen auf der Großen Olympiaschanze in Garmisch-Partenkirchen landete er mit dem 25. Platz auf der besten Einzelplatzierung der Tournee. In der Gesamtwertung erreichte Larsen damit Rang 30. Bei den Olympischen Winterspielen 1960 in Squaw Valley erreichte er in der Nordischen Kombination den sechsten Rang. Dabei lag er im Skispringen nach dem zweiten Durchgang auf Rang drei, bevor er nach dem dritten Durchgang als Siebenter in den Langlauf ging.
Bei den Weltmeisterschaften 1962 in Zakopane gewann er den Titel in der Kombination vor Dmitri Kotschkin und Ole Henrik Fagerås. Im Skispringen landete er von der Großschanze auf Rang 19. Im gleichen Jahr gewann er in Skien den nationalen Titel im Skispringen sowie in der Kombination. Bei den Olympischen Winterspielen 1964 in Innsbruck konnte er im Gegensatz zu 1960 keine guten Sprünge zeigen, überzeugte jedoch als Dritter im Langlauf. Am Ende beendete er das Einzelrennen auf dem fünften Rang.
Im Jahr 1965 erhielt er zusammen mit Arto Tiainen und Bengt Eriksson die Holmenkollen-Medaille.
Bei den Nordischen Skiweltmeisterschaften 1966 in Oslo startete Larsen noch einmal in der Nordischen Kombination und erreichte im Einzel den elften Platz.

## Statistik

### Platzierungen bei Olympischen Winterspielen
| Jahr und Ort      | Einzel NK |
| ----------------- | --------- |
| 1960 Squaw Valley | 06.       |
| 1964 Innsbruck    | 05.       |

### Platzierungen bei Nordischen Skiweltmeisterschaften
| Jahr und Ort  | Einzel NK |
| ------------- | --------- |
| 1962 Zakopane | 01.       |
| 1966 Oslo     | 11.       |

### Vierschanzentournee-Platzierungen
| Saison  | Platz | Punkte |
| ------- | ----- | ------ |
| 1956/57 | 30.   | 558,5  |